# Dolnołużyckie Towarzystwo Historii i Studiów Regionalnych
Dolnołużyckie Towarzystwo Historii i Studiów Regionalnych (niem. Niederlausitzer Gesellschaft für Geschichte und Landeskunde e.V.) – towarzystwo naukowe z siedzibą w Chociebużu. Jego prezesem jest archeolog Jens Lipsdorf.
Stowarzyszenie non-profit postawiło sobie za zadanie badanie historii i geografii Dolnych Łużyc i udostępnianie ich opinii publicznej, co czyni w serii publikacji Niederlausitzer Studien. Każdego roku odbywają się dwa kongresy (walne zgromadzenia), jeden wiosną, zwykle w Chociebużu, a drugi jesienią, w różnych miejscach na Dolnych Łużycach. Założone zostało w 1884. Powiązane jest z Berlińskim Towarzystwem Antropologii, Etnologii i Prehistorii.